# Бершадский спиртовой завод
Бершадский спиртовой завод — предприятие пищевой промышленности в городе Бершадь Бершадского района Винницкой области Украины.

## История
Винокуренный завод в местечке Бершадь Ольгопольского уезда Подольской губернии Российской империи был построен в 1851 году. Изначально это было небольшое предприятие, численность работников которого составляла 14 человек.
После начала первой мировой войны положение завода осложнилось в связи с введением 21 августа 1914 года запрета на продажу спиртного и ограничением производства спирта.

### 1918—1991
В январе 1918 года в Бершади была провозглашена Советская власть, однако практически сразу же городок был оккупирован австро-немецкими войсками (которые оставались здесь до ноября 1918 года). В дальнейшем город оказался в зоне боевых действий гражданской войны и власть здесь несколько раз менялась.
После окончания войны Бершадский спиртовой завод был восстановлен, расширен и возобновил работу. В ходе индустриализации 1930-х годов завод был оснащён новым оборудованием, что увеличило его производственные мощности в четыре раза в сравнении с уровнем 1925 года.
В ходе Великой Отечественной войны 29 июля 1941 года Бершадь оккупировали немецко-румынские войска. С приближением к населённому пункту линии фронта оккупанты разграбили и серьёзно повредили спиртзавод. 14 марта 1944 года советские войска освободили Бершадь.
В соответствии с четвёртым пятилетним планом восстановления и развития народного хозяйства СССР спиртзавод был восстановлен, позднее на предприятии был открыт фельдшерский пункт.
В дальнейшем, на спиртзаводе были проведены крупномасштабные работы по реконструкции, после завершения которых предприятие помимо производства этилового спирта освоило выпуск кормовых дрожжей и пива. В связи с расширением ассортимента выпускаемой продукции завод получил новое название — Бершадский спиртовой комбинат.
Рабочие завода активно участвовали в реконструкции предприятия, внесли ряд рационализаторских предложений (в частности, о механизации производственных процессов в бродильном и котельном цехах). В 1966 году за производственные достижения спирткомбинату было присвоено почётное звание предприятия высокой культуры производства, в этом же году он завоевал первое место во всесоюзном соревновании предприятий спиртовой промышленности СССР.
Кроме того, коллектив предприятия принимал активное участие в общественной и культурной жизни города (хор и танцевальный коллектив Бершадского спирткомбината неоднократно участвовали в конкурсах коллективов художественной самодеятельности республиканского уровня).
В целом, в советское время спиртовой комбинат входил в число ведущих предприятий райцентра.

### После 1991
После провозглашения независимости Украины комбинат перешёл в ведение Государственного комитета пищевой промышленности Украины и был переименован в Бершадский спиртовой завод.
В марте 1995 года Верховная Рада Украины внесла завод в перечень предприятий, приватизация которых запрещена в связи с их общегосударственным значением.
После создания в июне 1996 года государственного концерна спиртовой и ликеро-водочной промышленности «Укрспирт», завод был передан в ведение концерна «Укрспирт».
В июле 2010 года государственный концерн «Укрспирт» был преобразован в государственное предприятие «Укрспирт», завод остался в ведении ГП «Укрспирт».
В 2020 году было принято решение о приватизации предприятий спиртовой промышленности, 15 октября 2020 года Фонд государственного имущества Украины объявил о начале аукциона. 29 октября 2020 года завод был продан одесской компании ООО «Аква Солар Инвест» за 19,806 млн гривен.